# Pál görög király
I. Pál (Athén, 1901. december 14. – Athén, 1964. március 6.) Görögország királya 1947 és 1964 között.

## Uralkodásának jellemzői
Pál is örökölte bátyja, II. György autoriter hajlamait. Királyként, az elvileg fennálló, az uralkodónak európai szinten igen széles jogköröket biztosító alkotmányos monarchia keretein is jócskán túlmenő, rendkívül széles körű hatalommal és befolyással rendelkezett. A görög fegyveres erők, a hadsereg, a légierő és a haditengerészet, valamint a csendőrség és a rendőrség a valóságban a király, nem pedig a választott kormányok fennhatósága alatt álltak. Pál és felesége, Friderika királyné intrikái döntően kihatottak a görög belpolitikára. Miniszterelnökök, kormányok és pártok bukásához vezethetett, ha elveszítették Pál király, vagy a királyné szimpátiáját. Pált komoly személyi kultusz övezte, királyi portréi és a monarchia szimbólumai mindenhol jelen voltak Görögországban.

## Élete és családja
Édesapja I. Konstantin görög király (1868–1923) volt, I. György király (1845–1913) és Olga Konsztantyinovna Romanova orosz nagyhercegnő (1851–1926) legidősebb fia, IX. Keresztély dán király unokája. Édesanyja Zsófia porosz királyi és német császári hercegnő (1870–1932) volt, III. Frigyes német császár (1831–1888) és Viktória brit királyi hercegnő (1840–1901) leánya, Viktória brit királynő unokája. 
Pál herceg képzett haditengerésztiszt volt.
Megkapta a pápai Aranysarkantyú-rendet és az Aranygyapjas rendnek is lovagja volt.
1938. január 9-én vette feleségül Friderika Lujza hannoveri hercegnőt (1917–1981), Ernő Ágost braunschweigi herceg (1887–1953) és Viktória Lujza porosz királyi és német császári hercegnő (1892–1980) leányát, II. Vilmos német császár unokáját.
Pál és Friderika házasságából három gyermek született:
- Zsófia királyi hercegnő (*1938), aki 1962-ben feleségül ment I. János Károly spanyol királyhoz,
- Konstantin trónörökös (1940–2023), 1964–1973 között Görögország királya
- Irén görög királyi hercegnő (*1942), nem ment férjhez.

Élete utolsó éveiben több műtéten esett át: 1959-ben szürke hályog, 1963-ban vakbél, 1964 február végén gyomordaganat miatt. Egy héttel később, március 6-án életének 63. esztendejében meghalt.

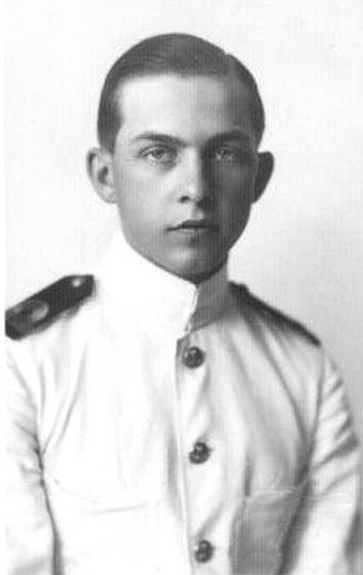
Az ifjú Pál herceg
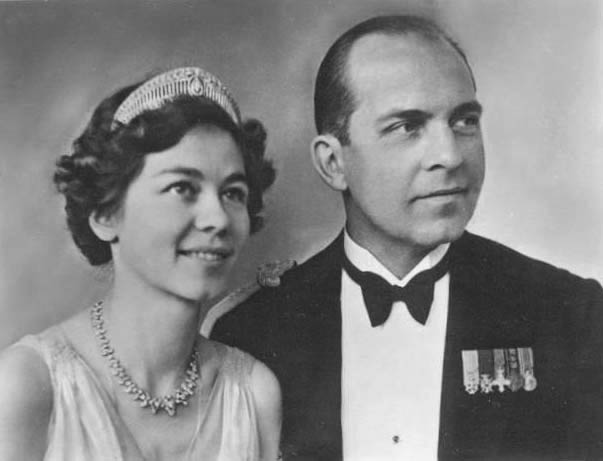
Pál feleségével, Frederika hercegnővel 1939-ben
Pál görög király koronás uralkodói névjele
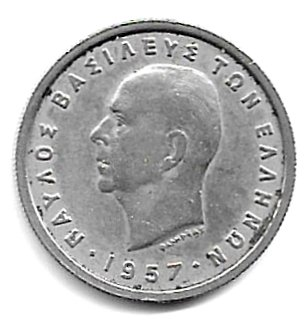
I. Pál király görög 50 leptás, valamint 1, 2, 5, 10 és 20 drachmás pénzérméken használt portréja

## Fordítás
- Ez a szócikk részben vagy egészben  a   Paul of Greece című angol Wikipédia-szócikk fordításán alapul.  Az eredeti cikk szerkesztőit annak laptörténete sorolja fel. Ez a jelzés csupán a megfogalmazás eredetét és a szerzői jogokat jelzi, nem szolgál a cikkben szereplő információk forrásmegjelöléseként.

| Előző uralkodó: II. György | Görög király 1947 – 1964 | Következő uralkodó: II. Konstantin |